# Heydər-Əliyev-Stiftung

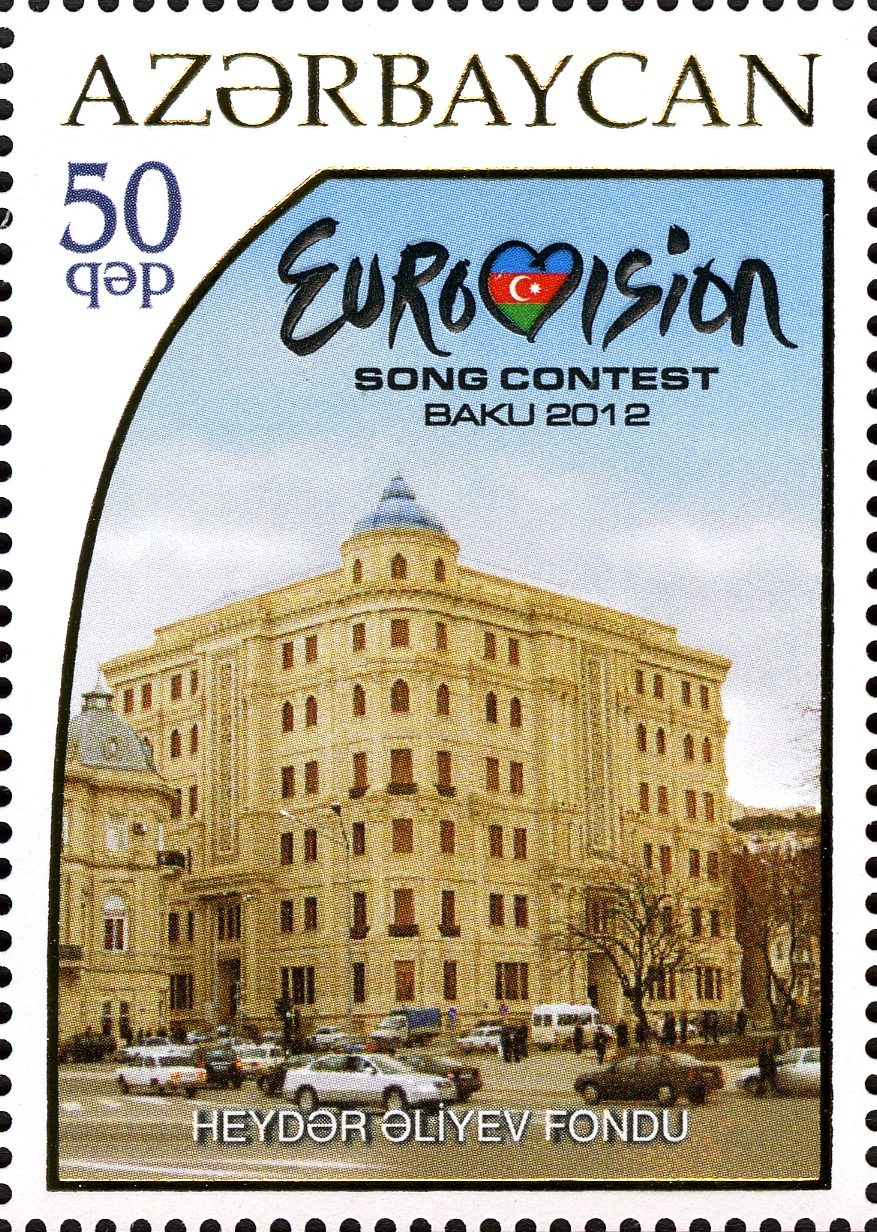
Hauptsitz der Heydər-Əliyev-Stiftung auf einer aserbaidschanischen Briefmarke des Jahres 2012 gezeigt.

Die Heydər-Əliyev-Stiftung (aserbaidschanisch: Heydər Əliyev Fondu) ist eine Kultur-, Kunst-, Bildungs- und philanthropische Stiftung in Baku, Aserbaidschan, und die größte dieses Landes, die zu Ehren des aserbaidschanischen Staatsmannes Heydər Əliyev (1923–2003) gewidmet ist.
Die Hauptaufgabe der Stiftung ist, das Leben, die politische Tätigkeit und die Ideen von Heydər Əliyev zu studieren und zu fördern; die soziale, wirtschaftliche, wissenschaftliche, kulturelle sowie die humanitäre Entwicklung in Aserbaidschan zu unterstützen. Der Stiftungszweck ist die Förderung von Wissenschaft und Forschung, Bildung und Erziehung, Kunst und Kultur, des Umwelt-, Landschafts- und Denkmalschutzes, sowie des öffentlichen Gesundheitswesens Aserbaidschans.
Zusätzlich hat die Stiftung den Zweck, Aserbaidschan in den kulturellen, ökologischen, sozialen und humanitären Bereichen im Ausland zu fördern. Außerdem unterstützt die Stiftung zahlreiche Entwicklungshilfe-Projekte in Entwicklungsländern.
Die Stiftung wurde am 10. Mai 2004 in Baku gegründet. Der Vorstand besteht aus dem Präsidenten, dem Vizepräsidenten, dem Exekutivdirektor und ein Gremium von Sachverständigen. Die Schwiegertochter von Heydər Əliyev und First Lady von Aserbaidschan Mehriban Əliyeva ist Präsidentin und ihre Tochter Leyla Əliyeva Vizepräsidentin der Stiftung seit ihrer Gründung.